# Membres de l'Ordre national du Québec, par ordre alphabétique V
L'article contient une liste des membres de l'Ordre national du Québec. En 2011, il y a 810 personnes en tout qui font partie de cet ordre.
| \| Listes des membres de l'Ordre national du Québec \|            |
| A B C D E F G H I J K L M N O P Q R S T U V W X Y Z Non canadiens |
| Listes des membres de l'Ordre national du Québec                  |

| Nom                          | Grade      | Année | Occupation                                                                 |
| Daniel Vachon                | Chevalier  | 1996  | chef innu                                                                  |
| Louis-Albert Vachon          | Officier   | 1985  | archevêque émérite de Québec et un cardinal de l'Église catholique romaine |
| Armand Vaillancourt          | Chevalier  | 2004  | sculpteur                                                                  |
| Jean Vallerand               | Chevalier  | 1991  | violoniste, compositeur, critique musical, journaliste et professeur       |
| Claude Vallières             | Chevalier  | 2012  | éducateur, mentor et animateur social au Nunavik                           |
| Karel A. Velan               | Chevalier  | 2005  | physicien, un ingénieur et un homme d'affaires                             |
| Elena Venditella Faita       | Chevalière | 2008  | commerçante, cofondatrice de l'école de cuisine Mezza Luna                 |
| Richard Verreau              | Chevalier  | 2000  | musicien ténor                                                             |
| Denise Verreault             | Chevalière | 2001  | présidente directrice générale du Groupe maritime Verreault                |
| Monique Vézina               | Officière  | 2007  | femme politique et organisatrice communautaire                             |
| André Viger                  | Chevalier  | 1987  | marathonien en chaise roulante                                             |
| Gilles Vigneault             | Chevalier  | 1984  | auteur, compositeur et interprète                                          |
| Ashok K. Vijh                | Chevalier  | 1987  | scientifique, chimiste                                                     |
| »                            | Officier   | 2008  |                                                                            |
| Yanick Villedieu             | Chevalier  | 2008  | journaliste scientifique                                                   |
| Jacques Villeneuve           | Officier   | 1998  | pilote de course automobile                                                |
| Marie-Thérèse Vintrin-Paquin | Chevalière | 1987  | pianiste                                                                   |
| Jacques Voyer                | Chevalier  | 1998  | président de l'Institut de réadaptation de Montréal                        |
| Bernard Voyer                | Chevalier  | 1997  | explorateur et conférencier                                                |